# 白土直子
白土 直子（しらと なおこ、1969年8月19日 - ）は、日本の女優、リポーター、歌手。本名、水木 直子。
東京都出身。劇団スーパー・エキセントリック・シアター所属。関東国際高等学校卒業。
特技は、ダンス、アクション。

## 略歴
1989年、オーディションに合格してSETに入団。
1995年-1996年,2000年、SETの丸山優子とともに明和電機に「出向」、vivi(野畑桂子)と三人で女性コーラスナッパーズとして楽曲やライブ、ツァーに参加。「お陽さま見えたら布団干して」ではメインボーカル。
丸山とともにSET内ユニット「きんかん」を結成。
1999年にはポニー・キャニオンより「だまされてノストラダムス」でメジャー・デビューを果たし、「世紀末アイドル」を自称し、由紀さおり・安田祥子のパロディ・ユニット「由紀さわり・つわり」なども名乗りながら、歌手活動も行っている。

## 出演作品

### テレビドラマ
NHK
- 鏡の国から来たワタシ（2005年） - 星先生
- ハゲタカ 第3話（2007年）
- 黒い十人の黒木瞳。 第3弾（2013年）

日本テレビ
- 火曜サスペンス劇場 盲人探偵・松永礼太郎 第4作（1995年）
- 告白（1997年）
- 光とともに… -自閉症児を抱えて- 第1話（2004年）
- 銭ゲバ 第4話（2009年）
- 秘密諜報員 エリカ（2011年） - 松井知美

TBS
- 西村京太郎サスペンス 十津川警部シリーズ（1998年）
- レジデント〜5人の研修医 第2・6話（2012年） - 木村
- 確証〜警視庁捜査3課 第7話（2013年）
- おやじの背中 第5話（2014年）

フジテレビ
- 離婚弁護士 新春スペシャル（2005年）
- 医龍-Team Medical Dragon-（2006年） - 野崎しげこ
- 実録ドラマ 死ぬんじゃない!〜宮本警部が遺したもの〜（2008年） - 富永警部補
- 霧に棲む悪魔 第26 - 28話（2011年）
- たんぺん! 〜大人のコメディ劇場〜（2011年）
- 結婚しない 第4話（2012年）
- ミス・パイロット 第7話（2013年）
- 最高の離婚スペシャル（2014年）
- 5→9〜私に恋したお坊さん〜（2015年）

テレビ朝日
- 相棒（2016年） - 桜庭恵子
- 検事の死命（2016年） - 佐藤公美子

テレビ東京
- 週刊真木よう子 第5話（2008年）
- 池上彰のJAPANプロジェクト（2014年）

BSフジ
- 笑学六年生〜SIX GRADE ONLY〜（2008年）
- スミレ♡16歳!! 第2・7話（2008年）

その他
- TEAM NACS×人形劇×西遊記 西遊記外伝 モンキーパーマ Season1（2013年） - 魔坐亞

### テレビ番組
- あさイチ
- ウッチャンナンチャンのウリナリ!!
- うれしたのし大好き
- 帰ってきた冗談ストリート
- ギミア・ぶれいく - 社運ダンサーズ
- クイズ!いち2の三枝
- ジャスト - レポーター
- 首都圏いきいきワイド
- ジョージ・ルーカス スーパーライブ・アドベンチャー
- はなまるマーケット - レポーター
- ものまねバトル
- 世直しバラエティー カンゴロンゴ

### 舞台
- DIRT ※デビュー作[2]
- SO SOLDER（1998年）
- 房州挽歌 〜勤王の志士たちの昨日（1999年）
- いい加減にしてみました2（2002年）
- ブラボー・ファイヤーマン 〜煙が目にしみる〜（2003年）
- 眠れぬ夜のホンキートンクブルース〜上京偏〜（2007年）
- 眠れぬ夜のストレイドッグエレジー〜蘇州夜曲（2007年）
- 狼少女TOH!!（2007年）
- 虹色唱歌 〜眠れぬ夜のオールドメロディー〜（2009年）
- いい加減にしてみました3（2010年）
- 男と女と浮わついた遺伝子（2010年）
- Act Against AIDS 2010（2010年）
- こんにちは赤ちゃん（2011年）
- 天然女房のスパイ大作戦（2014年）
- プリティーウーマンの勝手にボディガード（2015年）
- 水木プロデュース

### 映画
- SOSOLDIER（2003年）
- 佐賀のがばいばあちゃん（2006年、東映）

### CM
- 資生堂 パーフェクトホイップ（2008年）

### ラジオ
- 岸谷五朗の東京RADIO CLUB - 初代レギュラー
- SERT
- DoCoMo MIDNIGHT ON THE PLANET（2006年）
- THE FANTASTIC HOTEL 第4話（2007年） - 土屋咲子
- 被取締役新入社員（2008年） - 弘美
- ふるさとに、待つ

### PV
- サザンオールスターズ シュラバ★ラ★バンバ（1992年）
- ベネッセコーポレーション 小5英語ビデオ（2001年）

### CD
- 明和電機

1. 『提供 明和電機』（SME,1996.1.）楽曲「お陽さまみえたらふとん干して」でメインボーカル。
2. 『GOLDEN☆BEST ALL OF 明和電機』（SMD,2005.9.）楽曲「お陽さまみえたらふとん干して」でメインボーカル。

- きん・かん

1. 『だまされてノストラダムス』(ポニーキャニオン,1999.6)
2. こいぬのうんち（小倉久寛） - コーラス
3. こいぬのでよかった
4. 三線の花

### ナレーション
- BB CLIP 映画番組